# Marcia Gay Harden
Marcia Gay Harden   (La Jolla, 14 d'agost de 1959) és una actriu estatunidenca.
Després d'estudis a Europa en universitats estatunidenques (acaba els seus estudis universitaris al principi dels anys 1980) i de començaments el 1979 en un curtmetratge d'Edward Dmytryk, destaca com a dona fatal a Mort entre les flors, dels Germans Coen el 1991.
Després enllaça pel·lícules en primers o segons paper com a Crush, Flubber, on actua ala promesa de Robin Williams, Meet Joe Black, on encarna la noia d'Anthony Hopkins, Space Cowboys, dona de Pollock en la pel·lícula del mateix nom d'Ed Harris que encarna el paper del títol, Mystic River, on és nominada a la categoria millor actriu secundària als Oscars pel paper de la dona d'un home (encarnat per Tim Robbins) que sospita que ha matat la noia d'un amic (encarnat per Sean Penn) i on retroba Clint Eastwood, després Space Cowboys, P.S., pel·lícula de poc pressupost on encarna l'amiga de Laura Linney, que interpretava la seva cosina a Mystic River i últimament Into The Wild de Sean Penn, creuada amb Mystic River.
Quan no roda per al cinema, ho fa per a la televisió amb Sinatra on encarna Ava Gardner el 1992, i Nova York Unitat Especial recentment.

## Filmografia

### Cinema
- 1979: Not Only Strangers (curt) d'Edward Dmytryk
- 1986: The Fitxermaker d'Hal Weiner: Stage Manager
- 1990: Mort entre les flors (Miller's Crossing de Joel Coen: Verna Bernbaum
- 1991: Late for Dinner de W.D. Richter: Joy Husband
- 1992: Crush d'Alison Mclean: Lane
- 1992: Un amor de tardor (Used People) de Beeban Kidron: Norma
- 1993: Gregory Beene 30 (curt) de Tom Kalin
- 1994: Safe Passage de Robert Allan Ackerman: Cynthia
- 1995: The Daytrippers de Greg Mottola: Libby
- 1996: The Spitfire Grill de Lee David Zlotoff: Shelby Goddard
- 1996: Spy Hard de Rick Friedberg: Miss Cheevus
- 1996: El club de les primeres esposes (The First Wives Club) d'Hugh Wilson: Dra. Leslie Rosen
- 1996: Far Harbor de John Huddles: Arabella
- 1997: Flubber de Les Mayfield: Dra. Sarah Jean Renyolds
- 1998: Meet Joe Black de Martin Brest: Allison Parrish
- 1998: Mesures desesperades (Desperate Measures) de Barbet Schroeder: Dra. Samantha Hawkins
- 1999: Crida a escena (Curtain Call) de Peter Yates: Michelle Tippet
- 2000: Space Cowboys de Clint Eastwood: Sara Holland
- 2000: Pollock, la vida d'un creador (Pollock) d'Ed Harris: Lee Krasner
- 2001: Gaudi Afternoon de Susan Seidelman: Frankie Stevens
- 2003: Just Like Mona de Joe Pantoliano
- 2003: Mystic River de Clint Eastwood: Celeste Boyle
- 2003: Casa de los babys de John Sayles: Nan
- 2004: El somriure de la Mona Lisa (Mona Lisa Smile) de Mike Newell: Nancy Abbey
- 2004: Benvingut a Mooseport (Welcome to Mooseport) de Donald Petrie: Grace Sutherland
- 2004: P.S. de Dylan Kidd: Missy Goldberg
- 2005: Bad News Bears de Richard Linklater: Liz Whitehood
- 2005: American Gun d'Aric Avelino: Janet Huttenson
- 2006: American Dreamz de Paul Weitz: First Lady
- 2006: The Hoax de Lasse Hallstrom: Edith Irving
- 2006: Canvas de Joseph Greco: Mary Marino
- 2006: The Dead Girl de Karen Moncrieff: Melora
- 2007: The Invisible de David S. Goyer: Diana Powell
- 2007: Into the Wild de Sean Penn: Billie McCandless
- 2007: Rails & Trees d'Alison Eastwood: Megan Stark
- 2007: La boira (The Mist) de Frank Darabont: Mrs. Camody
- 2008: Home Inga
- 2009: Whip It, de Drew Barrymore: Brooke Cavendar

### Televisió
- 1987: CBS Summer Playhouse Kim (#1 episodi)
- 1988: Simon i Simon: Joan (#1 episodi)
- 1989: Gideon Oliver: Lila (#1 episodi)
- 1990: Kojak: None So Blind d'Alan Metzger: Angelina
- 1991: In Broad Daylight de James Steven Sadwith: Adina Rowan
- 1992: Sinatra de James Steven Sadwith: Ava Gardner
- 1995: Fallen Angels: Marie (#1 episodi)
- 1995: Chicago Hope: Barbara Tomlinson (#1 episodi)
- 1995: Talking with de Kathy Bates
- 1995: Convict Cowboy de Rod Holcomb: Maggie
- 1996: Homicide: Joan Garbarek (#1 episodi)
- 1997: Path to Paradise: The Untold Story of the World Trade Center Bombing de Leslie Libman i Larry Williams: Nancy Floyd
- 1998: Labor of Love de Karen Arthur: Annie Pines
- 1999: Spenser: Small Vices de Robert Markowitz: Susan Silverman
- 2000: See You in My Dreams de Graeme Clifford: Angela Brown
- 2000: From Where I Sit de Michael Lembeck: Sharon
- 2001: Thin Air de Robert Mandel: Susan Silverman
- 2001: The Education of Max Bickford: Andrea Haskell
- 2002: In the Echo d'Allison Anders
- 2002: Guilty Hearts de Marcus Cole: Jenny Moran
- 2002: King of Texas d'Uli Edel: Mrs. Susannah Lear Tumlinson
- 2004: She's Too Young de Tom McLoughlin: Trish Vogul
- 2005: Hate: Chief Jackie Mantello
- 2005: Felicity: An American Girl Adventure de Nadia Tass: Mrs. Martha Merriman
- 2005: Nova York Unitat Especial: Star Morrison /Dana Lewis (#2 episodis 2005-2006)
- 2006: Drift (TV): Cheryl (#1 episodi)
- 2006: In from the Night de Peter Levin: Vicki Miller
- 2009: Damages de Todd A. Kessler: Claire Maddox
- 2011: Innocent: Barbara Sabich

## Premis i nominacions

### Premis
- Oscar a la millor actriu secundària 2001 per a Pollock, la vida d'un creador.

### Nominacions
- Oscar a la millor actriu secundària 2004 per a Mystic River.